# Rivière aux Rognons
Pour les articles homonymes, voir Rognon.
La rivière aux Rognons est un affluent de la rive nord-est de la rivière Jeannotte, coulant dans la municipalité de Lac-Édouard et de la ville de La Tuque, dans la région administrative de la Mauricie, dans la province, au Québec, au Canada.
Le cours de la rivière aux Rognons descend du côté ouest de la rivière Batiscan et du côté est de la rivière Saint-Maurice. Cette rivière fait partie du bassin versant de la rivière Batiscan laquelle serpente généralement vers le sud, jusqu’à la rive nord du fleuve Saint-Laurent.
Le cours de la rivière aux Rognons descend entièrement en zone forestière dans un territoire considéré comme une île, compte tenu que le lac Édouard (Québec) comporte deux émissaires. Cette île est délimitée par la rivière Batiscan (à l’Est), la rivière Jeannotte (à l'ouest) et le Lac Édouard (Québec) (au Nord). La surface de la rivière est généralement gelée de la mi-décembre jusqu’à la fin mars.
Depuis le milieu du XIXe siècle, la foresterie a été l’activité prédominante du bassin versant de la rivière aux Rognons.

## Géographie
La rivière aux Rognons prend sa source en zone forestière, à l’embouchure du lac Chevautier (longueur : 0,7 km ; altitude : 374 m). Ce lac est situé à 0,8 km à l'ouest de l’arrêt ferroviaire Sanford du Canadien National, du côté nord d’une montagne dont le sommet atteint 472 m et du côté sud-est d’une autre montagne dont un sommet atteint 456 m.
L’embouchure de ce lac est située à 2,1 km à l'ouest de la rivière Batiscan, à 19,1 km au sud du centre du village de Lac-Édouard et à 43,1 km à l'est du centre-ville de La Tuque.
À partir de l’embouchure du lac Chevautier, la rivière aux Rognons coule sur environ 25 km, selon les segments suivants :
Cours supérieur de la rivière (segment de 9,6 km)
- 2,8 km vers le sud en traversant le lac Marteau (longueur : 2,3 km dans l’axe Nord-Sud ; altitude : 367 m) jusqu’à son embouchure ;
- 1,7 km vers le sud en traversant le lac au Cœur (longueur : 0,6 km dans l’axe Nord-Sud ; altitude : 364 m) jusqu’à la rive nord du "lac aux Rognons" ;
- 5,1 km vers le sud, en traversant le "lac aux Rognons" (longueur : 9,2 km dans l’axe Nord-Sud ; altitude : 362 m), jusqu’au barrage à son embouchure. Note : le "lac aux Rognons" chevauche le canton de Trudel et le canton de Laurier ;

Cours inférieur de la rivière (segment de 15,0 km)
- 1,3 km vers le sud-ouest, jusqu’à une baie de la rive nord du lac Laurier ;
- 6,2 km vers le sud, en traversant le lac Laurier (longueur : 6,3 km dans l’axe Nord-Sud ; altitude : 341 m), jusqu’au barrage à son embouchure ;
- 3,0 km vers le sud-ouest, en traversant le lac du Caribou (longueur : 1,6 km ; altitude : 323 m) sur sa pleine longueur, jusqu’au barrage à son embouchure située au sud ;
- 1,6 km vers le sud, en traversant le lac Béliveau (longueur : 0,5 km ; altitude : 321 m) sur sa pleine longueur, jusqu’à son embouchure. Note : le lac Béliveau est alimenté par la décharge (venant de l’est) des lacs Vallée, Maynard ;
- 2,9 km (ou 1,7 km en ligne directe) vers le sud-ouest, en serpentant jusqu’à la confluence de la rivière[2].

La "rivière aux Rognons" se déverse sur la rive nord-est de la rivière Jeannotte dans la ville de La Tuque, à 1,2 km en amont de la limite nord de la réserve faunique de Portneuf.
La confluence de la rivière aux Rognons est située à :
- 6,0 km au nord-ouest de la confluence de la rivière Jeannotte ;
- 40,3 km au sud du centre du village de Lac-Édouard ;
- 38,4 km au sud-est du centre-ville de La Tuque.

## Toponymie
Le terme Rognon constitue un patronyme de famille d'origine française. Ce terme rognons signifie les reins d'un animal.
Le toponyme rivière aux Rognons a été officialisé le 5 décembre 1968 à la Commission de toponymie du Québec.